# Passiflora eggersii
Passiflora eggersii je biljna vrsta iz porodice Passifloraceae. Ekvadorski je endem. Ugrožena je vrsta. Prema statusu zaštite na IUCN-ovom crvenom popisu, stupnja je ugroženosti VU, osjetljiva vrsta (IUCN 3.1).